# Naphtoquinone
La naphtoquinone, ou 1,4-naphtoquinone, est une quinone dérivant du naphtalène dont de nombreux dérivés sont pharmacologiquement actifs, étant généralement cytotoxiques et possédant, selon les cas, des effets antibactériens, antimycosiques, antiviraux, insecticides, anti-inflammatoires et/ou antipyrétiques.
Les différentes formes de vitamine K ont un squelette 1,4-naphtoquinone.